# Imane Khelif
Imane Khelif (arabisch إيمان خليف, DMG Īmān Ḫalīf; * 2. Mai 1999 in Tiaret) ist eine algerische Boxerin, die bei den Olympischen Spielen 2024 Olympiasiegerin im Weltergewicht wurde.

## Kindheit und Jugend
Khelif wuchs in einem Dorf in der Provinz Tiaret, im Nordwesten Algeriens, auf. Sie spielte zunächst Fußball, bevor sie zum Boxen wechselte. In ihren frühen Jahren verkaufte sie Altmetall, um sich die Anfahrt zum Training in das Nachbardorf leisten zu können.

## Karriere
Khelifs erste große Wettbewerbe bei den Erwachsenen waren die Boxweltmeisterschaften 2018 in Indien, wo sie in der ersten Runde ausschied und damit den 17. Platz belegte. Bei den Boxweltmeisterschaften 2019 in Russland schied sie im ersten Kampf gegen Natalja Schadrina aus und landete auf Platz 33.
Khelif nahm für Algerien an den Olympischen Sommerspielen 2020 in Tokio im Leichtgewicht teil. Sie war somit die erste Boxerin, die ihr Land in dieser Disziplin bei den Olympischen Spielen vertrat. Dort schied sie im Viertelfinale gegen die Irin Kellie Harrington aus.
2022 nahm sie an den Boxweltmeisterschaften in Istanbul im Halbweltergewicht teil und erreichte als erste algerische Boxerin ein Finale, indem sie die Niederländerin Chelsey Heijnen besiegte. Im Finale stand sie der Irin Amy Broadhurst gegenüber und unterlag.
Im Juli 2023 gewann Khelif bei den arabischen Meisterschaften im Weltergewicht.
Im Januar 2024 wurde Khelif UNICEF-Botschafterin ihres Landes.
Laut der Datenbank von BoxRec hatte sie bis zu den Olympischen Spielen in Paris 2024 als Amateurboxerin 37 Kämpfe gewonnen und neun verloren.

### Disqualifikation bei der Weltmeisterschaft 2023
Bei der im März 2023 von der International Boxing Association (IBA) durchgeführten Box-WM der Frauen wurde Khelif vor ihrem Goldmedaillenkampf gegen Yang Liu und drei Tage nach ihrem Sieg gegen die bis dahin ungeschlagene Russin Azalia Amineva vom Wettkampf ausgeschlossen und rückwirkend disqualifiziert, weil sie einen das Geschlecht prüfenden Test nicht bestanden haben soll. Der wegen seiner Nähe zu Wladimir Putin umstrittene IBA-Präsident Umar Nasarowitsch Kremlew sagte im russischen Staatsfernsehen, Khelif verfüge über XY-Chromosomen.
Später wurde hingegen berichtet, Khelif sei wegen erhöhter Testosteronwerte disqualifiziert worden. Die IBA erklärte, Khelif sei keiner Testosteronuntersuchung unterzogen worden, sondern bei einem anderen „anerkannten“ Test sei festgestellt worden, dass Khelif gegenüber anderen Wettbewerberinnen Vorteile habe. Einzelheiten dazu wurden als vertraulich bezeichnet. Khelif legte gegen diese Entscheidung Einspruch vor dem Internationalen Sportgerichtshof (CAS) ein, zog diesen jedoch später zurück. Laut einem Artikel in der Washington Post blieb unklar, welche Standards Khelif nicht erfüllte. Es seien keine Beweise vorgelegt worden, dass Khelif XY-Chromosomen oder erhöhte Testosteronwerte habe.

### Olympische Spiele 2024

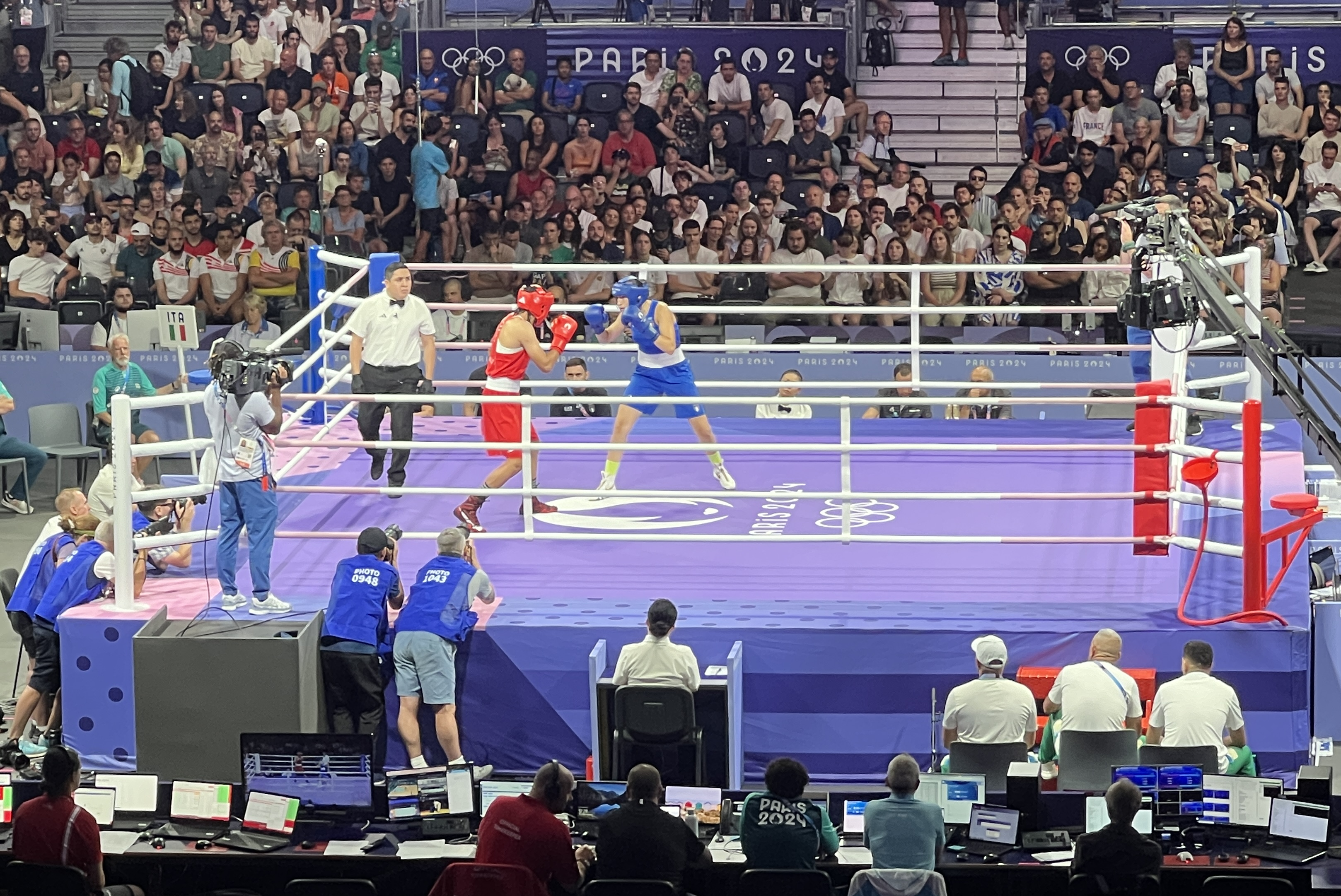
Khelif (rot) gegen Angela Carini bei den Olympischen Spielen 2024

Nach der Suspendierung der IBA durch das Internationale Olympische Komitee (IOC) im Jahr 2019 organisierte dieses die Durchführung der Boxwettbewerbe bei den Olympischen Sommerspielen selbst. Das IOC verzichtet seit 1999 auf Geschlechtstests und übernimmt die Angaben offizieller Dokumente. Einen Testosterongrenzwert, wie er für andere körperbetonte Wettbewerbe (z. B. Schwimmen oder Leichtathletik) als Zulassungsvoraussetzung gilt, hatte die IBA für Boxerinnen nicht etabliert. Laut IOC habe Khelif die Teilnahmebedingungen sowie alle geltenden medizinischen Vorschriften erfüllt. Des Weiteren betrachtete das IOC die durchgeführten Tests der IBA als irregulär.
Im Auftaktkampf in der Gewichtsklasse bis 66 kg besiegte Khelif die Italienerin Angela Carini nach 46 Sekunden durch Technischen Knockout. Carini hatte nach einem direkten Treffer ins Gesicht aufgegeben und verweigerte den Handschlag, wofür sie sich im Nachhinein entschuldigte. Die nächste Gegnerin, die Ungarin Luca Hámori, beschrieb die Teilnahme von Khelif am Wettbewerb als unfair. In der Folge verstärkte dies die internationalen Diskussionen über den Geschlechtsstatus von Khelif, was zu Anfeindungen in den Sozialen Netzwerken führte. Der IOC-Präsident Thomas Bach verurteilte die Hass-Kommentare gegen Khelif. Im Viertelfinale gegen Hamori setzte sich Imane Khelif nach Punkten durch, ebenso wie im Halbfinale gegen die Thailänderin Janjaem Suwannapheng.
Im Finale konnte sie sich gegen die Chinesin Yang Liu den Olympiasieg einstimmig nach Punkten sichern. Dabei dominierte Khelif den Kampf, sicherte sich die ersten beiden Runden durch präzise Treffer und entschied den Kampf durch taktische Leistung in der letzten Runde. Sie gewann Algeriens erste Goldmedaille im Frauenboxen.
Nach Ende der Olympischen Spiele erstattete der Anwalt von Khelif Strafanzeige wegen „schwerer Belästigung im Internet“, nachdem während und nach den Spielen über ihr Geschlecht debattiert worden war. Die Staatsanwaltschaft Paris bestätigte, dass die nationale Stelle zur Bekämpfung von Online-Hass (PNLH) offiziell Ermittlungen wegen „Cybermobbing aufgrund des Geschlechts, öffentlicher Beleidigung aufgrund des Geschlechts, öffentlicher Aufforderung zur Diskriminierung und öffentlicher Beleidigung aufgrund der Herkunft“ eingeleitet hat.